# Dokosaheksaenoična kiselina
Dokosaheksaenoična kiselina (DHA) je omega-3 masna kiselina koja je primarna gradivna komponenta kore ljudskog mozga, sperme, testisa i rožnice. Može se sintetizirati iz linolenske kiseline ili biti unešena iz ribljeg ulja. Po strukturi DHA je karboksilna kiselina (~oic kiselina) s 22 ugljikova atoma (docosa je 22 na grčkom) i šest (grčki "hexa") dvostrukih veza (-en~); prva se dvostruka veza nalazi na trećem ugljikovu atomu od kraja omege koji je najudaljeniji od karboksilne skupine.